# Elizabeth Franco
Elizabeth Franco es una deportista ecuatoriana que compitió en taekwondo. Ganó una medalla de bronce en los Juegos Panamericanos de 2003, y una medalla de plata en el Campeonato Panamericano de Taekwondo de 2002.

## Palmarés internacional
| Juegos Panamericanos    | Juegos Panamericanos            | Juegos Panamericanos | Juegos Panamericanos |
| Año                     | Lugar                           | Medalla              | Categoría            |
| ----------------------- | ------------------------------- | -------------------- | -------------------- |
| 2003                    | Santo Domingo (Rep. Dominicana) | Medalla de bronce    | –57 kg               |
| Campeonato Panamericano |                                 |                      |                      |
| Año                     | Lugar                           | Medalla              | Categoría            |
| 2002                    | Quito (Ecuador)                 | Medalla de plata     | –59 kg               |